# Els von Gemmingen

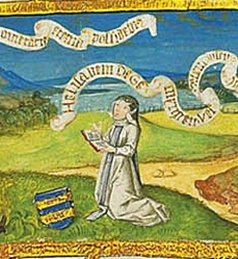
Els von Gemmingen mit ihrem Familienwappen (Vergrößerung aus dem Antiphonale)

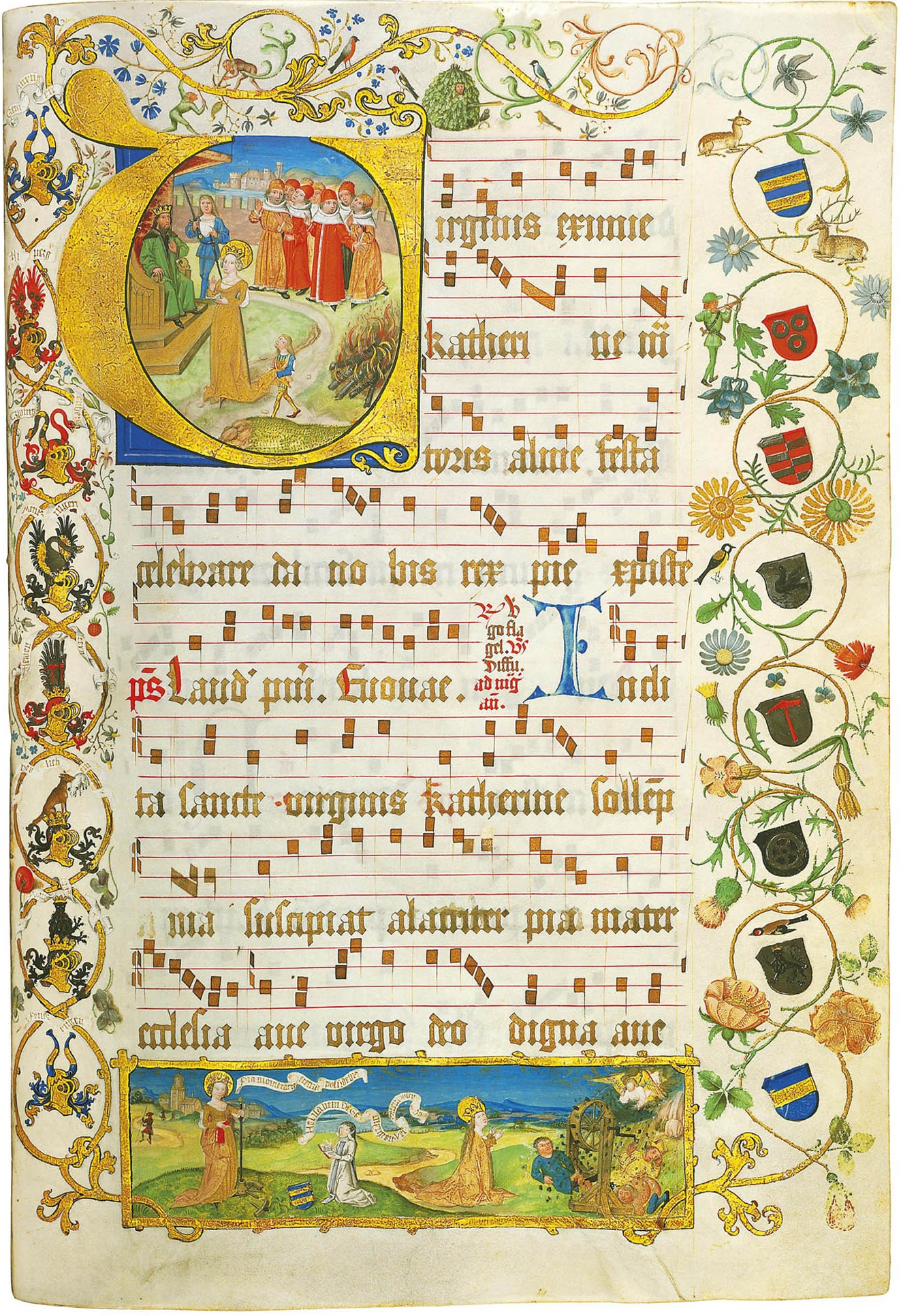
Antiphonale der Elisabeth von Gemmingen, 2012 versteigert bei Christie’s in London. Fol. 171 mit Darstellung der vor Katharina knienden Elisabeth.

Els von Gemmingen (* 29. Juni 1466; † 25. Dezember 1532 in Speyer) war ab 1504 Priorin des Magdalenenklosters (der Dominikanerinnen) in Speyer.

## Leben und Wirken
Els (Elisabeth) war eines der vielen Kinder des Germersheimer Vogts Hans von Gemmingen zu Michelfeld, genannt Keckhans (1431–1487) und dessen Frau Brigitta von Neuenstein. Der Vater hatte alle Kinder bis auf Sohn Orendel (1464–1520) für geistliche Laufbahnen vorgesehen. Ihr Bruder Uriel von Gemmingen (1468–1514) amtierte von 1508 bis 1514 als Kurfürst und Erzbischof von Mainz. Els trat in das Speyerer Magdalenenkloster ein, wo sie 1498 gemeinsam mit ihrem Bruder Georg (1458–1511) ein kostbares Fenster im Chor der Kirche stiftete. Sie wurde 1504 zur Priorin des Klosters gewählt und hat 1507 am Bau der katholischen Kirche in Walldorf mitgewirkt, woher das Kloster den Zehnten bezog.
Ihr schmuckvolles Antiphonale hat die Zeiten überdauert und befand sich 1929 in einer Schweizer Sammlung, bevor es 2012 erneut auf dem Kunstmarkt angeboten wurde. Das reich verzierte liturgische Buch zeigt in einer Miniatur auf fol. 171 eine Darstellung der vor der heiligen Katharina knienden Elisabeth. Sie ist durch das Wappen der Familie von Gemmingen und ein Spruchband über ihrem Kopf gekennzeichnet und in ein Dominikanergewand gekleidet.